# 朱同鐪
河清昭和王朱同鐪（1463年—1494年），明朝周藩第一代河清王，周懿王朱子埅的庶第七子。

## 生平
成化三年（1467年）七月，獲賜名同鐪。成化十二年（1476年）三月，封河清王。
弘治五年（1492年），朱同鐪與宮人孟氏、李氏及孟氏之父孟宣出府夜遊時，被巡更小甲制止。朱同鐪於是命令廚役左亮執小甲以歸，又令孟氏、李氏砍掉其兩耳。明孝宗知曉此事後，認為朱同鐪狂縱殘忍，應該治以重典，因此降敕切責，仍敕周王朱同䥝約束之，鎮巡官嚴加防守，孟宣、左亮各杖一百，令鎮守太監藍忠入府杖責孟氏、李氏。
弘治七年（1494年），朱同鐪去世，享年三十二歲，諡昭和。六年後，庶長子鎮國將軍朱安沈襲爵。

## 家庭

### 子
- 庶長子：鎮國將軍→河清端穆王朱安沈[5]
- 庶第二子：鎮國將軍→河清莊憲王朱安𣲶[6]
- 庶第三子：鎮國將軍朱安澻[7]